# EC Red Bull Salzburg
EC Red Bull Salzburg (celým názvem: Eishockeyclub Red Bull Salzburg) je rakouský klub ledního hokeje, který sídlí v Salcburku ve stejnojmenné spolkové zemi. Ve městě dříve působilo mnoho prvoligových týmů ze Salzburgu, ovšem žádný z nich nebyl v honbě za mistrovským titulem úspěšný. Současný tým byl založen v roce 1995 pod názvem EC Kaindl Salzburg. Do majetkové vlastnictví firmy Red Bull GmbH se klub dostal v roce 2000. Od té doby se z dříve slabšího mužstva stává aspirant na zisk každoročního mistrovského titulu. První přišel v roce 2007, celkově má RB na kontě deset titulů mistra Rakouska a osm titulů mistra EBEL. V sezónách 2013/14 a 2017/18 se totiž mistrem EBEL stal italský tým HC Bolzano, takže na Salzburg zbyl jako nejvýše postavenému rakouskému klubu pouze domácí triumf.
Své domácí zápasy odehrává v Eisareně Salzburg s kapacitou 3 200 diváků.

## Historické názvy
Zdroj:
- 1995 – EC Kaindl Salzburg (Eishockeyclub Kaindl Salzburg)
- 2000 – EC The Red Bulls Salzburg (Eishockeyclub The Red Bulls Salzburg)
- 2005 – EC Red Bulls Salzburg (Eishockeyclub Red Bulls Salzburg)
- 2007 – EC Red Bull Salzburg (Eishockeyclub Red Bull Salzburg)

## Získané trofeje

### Vyhrané domácí soutěže
- Rakouský mistr v ledním hokeji ( 10× )
  - 2006/07, 2007/08, 2009/10, 2010/11, 2013/14, 2014/15, 2015/16, 2017/18, 2021/22, 2022/23

### Vyhrané mezinárodní soutěže
- EBEL ( 8× )
  - 2006/07, 2007/08, 2009/10, 2010/11, 2014/15, 2015/16, 2021/22, 2022/23
- Kontinentální pohár ( 1× )
  - 2009/10
- European Trophy ( 1× )
  - 2011

## Přehled ligové účasti
Zdroj:
- 1999–2000: Eishockey-Oberliga (3. ligová úroveň v Rakousku)
- 2000–2004: Eishockey-Nationalliga (2. ligová úroveň v Rakousku)
- 2004–2006: Erste Bank Eishockey Liga (1. ligová úroveň v Rakousku)
- 2006–2019: EBEL (1. ligová úroveň v Rakousku / mezinárodní soutěž)
- 2019-: EBEL (1. ligová úroveň v Rakousku / mezinárodní soutěž)

| Rakousko (2004 – ) |                   |                  |                                                                                   |                                                                                   |                                                                                   |
| Sezóny             | Soutěž            | ZČ               | Play-off, nadstavba, sk. o udržení...                                             | Poznámky                                                                          |                                                                                   |
| 2004/05            | EBEL              | 7. místo         | Ne                                                                                |                                                                                   |                                                                                   |
| 2005/06            | EBEL              | Zlatá medaile    | Finále Prohra s EC VSV 2 : 4                                                      |                                                                                   |                                                                                   |
| 2006/07            | EBEL              | Zlatá medaile    | Finále Výhra s EC VSV 4 : 3                                                       |                                                                                   |                                                                                   |
| 2007/08            | EBEL              | Bronzová medaile | Finále Výhra s HDD Olimpija Ljubljana 4 : 2                                       |                                                                                   |                                                                                   |
| 2008/09            | EBEL              | Bronzová medaile | Finále Prohra s EC KAC 3 : 4                                                      |                                                                                   |                                                                                   |
| 2009/10            | EBEL              | Stříbrná medaile | Finále Výhra s EHC Black Wings Linz 4 : 2                                         |                                                                                   |                                                                                   |
| 2010/11            | EBEL              | Stříbrná medaile | Finále Výhra s EC KAC 4 : 3                                                       |                                                                                   |                                                                                   |
| 2011/12            | EBEL              | Zlatá medaile    | Čtvrtfinále Prohra s EC KAC 2 : 4                                                 |                                                                                   |                                                                                   |
| 2012/13            | EBEL              | 8. místo         | Semifinále Prohra s Vienna Capitals 2 : 4                                         |                                                                                   |                                                                                   |
| 2013/14            | EBEL              | Bronzová medaile | Finále Prohra s HC Bolzano 2 : 3                                                  |                                                                                   |                                                                                   |
| 2014/15            | EBEL              | Zlatá medaile    | Finále Výhra s Vienna Capitals 4 : 1                                              |                                                                                   |                                                                                   |
| 2015/16            | EBEL              | Zlatá medaile    | Finále Výhra s Orli Znojmo 4 : 2                                                  |                                                                                   |                                                                                   |
| 2016/17            | EBEL              | Stříbrná medaile | Čtvrtfinále Prohra s EC KAC 2 : 4                                                 |                                                                                   |                                                                                   |
| 2017/18            | EBEL              | Stříbrná medaile | Finále Prohra s HC Bolzano 3 : 4                                                  |                                                                                   |                                                                                   |
| 2018/19            | EBEL              | 4. místo         | Semifinále Prohra s Vienna Capitals 3 : 4                                         |                                                                                   |                                                                                   |
| 2019/20            | ICE Hockey League | Zlatá medaile    | Ročník zrušen po odehrání základní části a nadstavby z důvodu Pandemie covidu-19. | Ročník zrušen po odehrání základní části a nadstavby z důvodu Pandemie covidu-19. | Ročník zrušen po odehrání základní části a nadstavby z důvodu Pandemie covidu-19. |
| 2020/21            | ICE Hockey League | 5. místo         | Semifinále Prohra s EC KAC 1 : 4                                                  |                                                                                   |                                                                                   |
| 2021/22            | ICE Hockey League | Zlatá medaile    | Finále Výhra s Alba Volán Székesfehérvár 4 : 0                                    |                                                                                   |                                                                                   |
| 2022/23            | ICE Hockey League | Zlatá medaile    | Finále Výhra s HC Bolzano 4 : 3                                                   |                                                                                   |                                                                                   |

## Účast v mezinárodních pohárech
Zdroj:
Legenda: SP - Spenglerův pohár, EHP - Evropský hokejový pohár, EHL - Evropská hokejová liga, SSix - Super six, IIHFSup - IIHF Superpohár, VC - Victoria Cup, HLMI - Hokejová liga mistrů IIHF, ET - European Trophy, HLM - Hokejová liga mistrů, KP - Kontinentální pohár
- KP 2006/2007 – 2. kolo, sk. F (3. místo)
- KP 2007/2008 – 1. kolo, sk. B (2. místo)
- KP 2009/2010 – Vítěz
- KP 2010/2011 – Finálová skupina (2. místo)
- ET 2011 – Vítěz
- ET 2012 – Západní divize (6. místo)
- ET 2013 – Západní divize (2. místo)
- HLM 2014/2015 – Osmifinále
- HLM 2015/2016 – Šestnáctifinále
- HLM 2016/2017 – Šestnáctifinále
- HLM 2017/2018 – Osmifinále
- HLM 2018/2019 – Semifinále